# Ameridion moctezuma
Ameridion moctezuma är en spindelart som först beskrevs av Claude Lévi 1959.  Ameridion moctezuma ingår i släktet Ameridion och familjen klotspindlar. Inga underarter finns listade i Catalogue of Life.